# Midjan

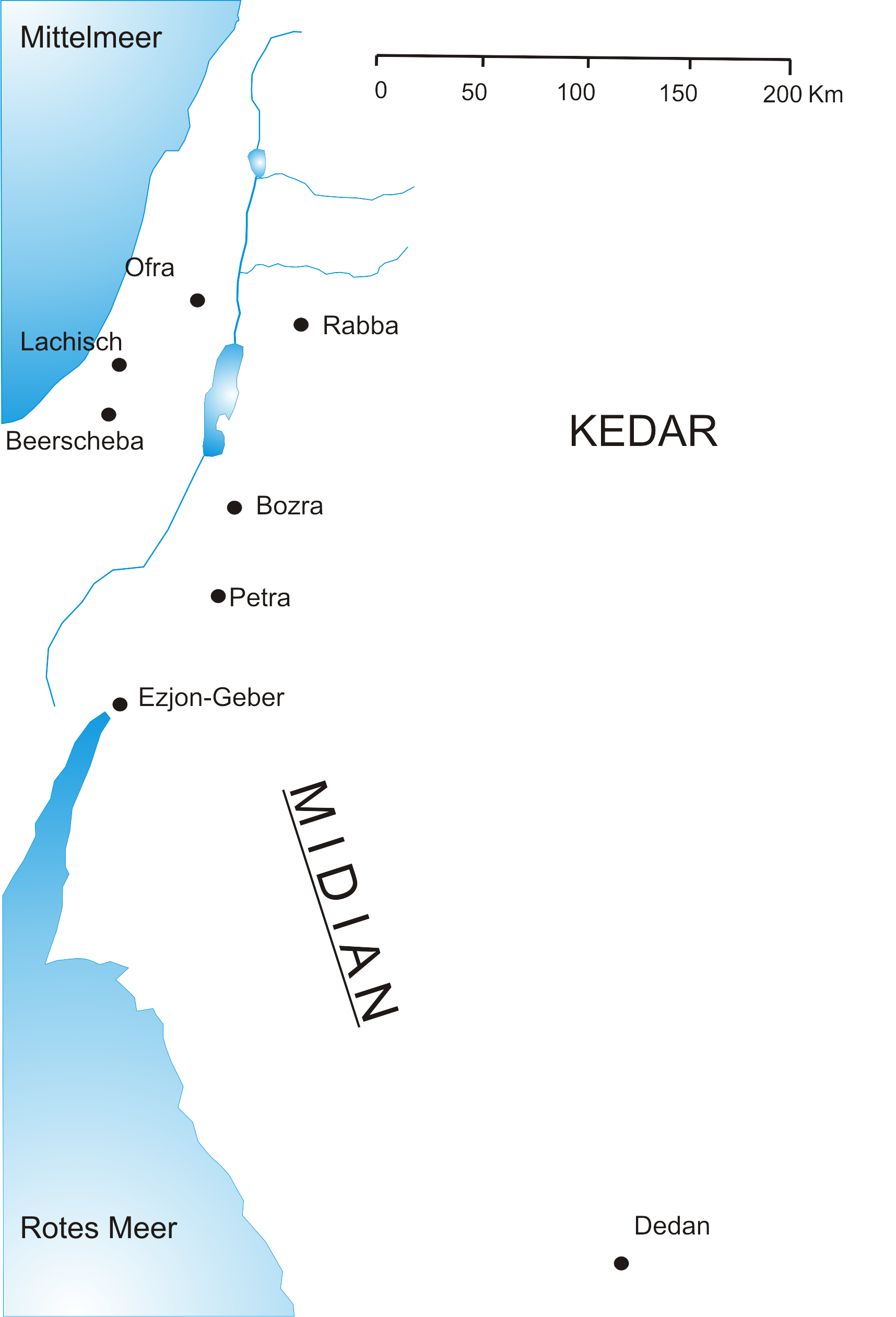
Locatie van Midjan

Midjan of Midian (Hebreeuws: מִדְיָן, midjān, Arabisch: مدين, Madyan, betekenis onduidelijk) is een streek die wordt genoemd in de Hebreeuwse Bijbel en Koran en wordt geplaatst in het noordwesten van het Arabisch Schiereiland, op de oostkust van de Golf van Akaba van de Rode Zee en wordt ook gebruikt als aanduiding van het volk dat daar leefde, dat zowel met Midjan als met Midjanieten wordt aangeduid. Zoals bij veel volken die in de Hebreeuwse Bijbel worden genoemd, verwees de naam van het volk naar de stamvader, in dit geval Midjan, de zoon van Abraham en Ketura (Genesis 25:2). De Septuagint noemt Midjan in 1 Koningen 11:18 een πόλις, polis, stad.

## Midjan in de Hebreeuwse Bijbel

### Jozef
Nadat zijn halfbroers overwogen Jozef te doden, verkochten zij hem in plaats daarvan aan Midjanitische kooplieden die toevallig langskwamen (Genesis 37). Deze kooplieden worden in dit verhaal ook Ismaëlieten genoemd (Genesis 37:27-28; 39:1). (Ismaël was de halfbroer van Midjan).

### Mozes
Toen Mozes uit Egypte vluchtte omdat hij een Egyptenaar gedood had, kwam hij bij een Midjanitische stam. Hij woonde er veertig jaar, ontmoette daar Zippora, de dochter van de plaatselijke priester Jetro, en trouwde met haar (Exodus 2). De stamgenoten van Jetro werden in Rechters 1:16 en 4:11 ook Kenieten genoemd, een volk dat al in de tijd van hun voorvader Abraham werd genoemd (Genesis 15:19). Midjan was ook het vertrekpunt van Mozes' roeping in het verhaal over de brandende doornstruik (Exodus 4). De enige vermelding van Midjan in het Nieuwe Testament is de verwijzing naar dit verhaal in de rede van Stefanus (Handelingen 7:29).
Tijdens de omzwervingen in de woestijn op weg naar het Beloofde Land hadden de Israëlieten ook contact met de Midjanieten. Vanaf het opbreken van het kamp bij de berg Sinaï verschuiven de beschrijvingen van de Midjanieten van behulpzaam naar verraderlijk. Eerst weigerde Chobab de uitnodiging van zijn zwager Mozes om samen verder te reizen. Mozes drong aan omdat Chobab de Israëlieten zou kunnen gidsen. Het blijft open wat Chobab uiteindelijk deed (Numeri 10:29-32).
Het verhaal neemt een ernstige wending toen de Israëlieten hun kamp opsloegen in Moab, tegenover Jericho. Samen met Balak, de koning van Moab, en de oudsten van Moab benaderden de oudsten van Midjan de ziener Bileam om Israël te vervloeken (Numeri 22:2-8). Nadat JHWH de vervloeking in een zegen veranderde (Numeri 24), verleidden de vrouwen van Moab Israëlitische mannen tot aanbidding van de Baäl van Peor (Numeri 25:1-5). Op bevel van JHWH liet Mozes deze mannen doden. De toorn van JHWH werd echter pas geluwd toen Pinechas een Israëliet en een dochter van een Midjanitisch stamhoofd doodde (Numeri 25:6-15). JHWH droeg Mozes op de Midjanieten als vijanden te beschouwen, omdat zij "sluwe plannen" tegen de Israëlieten hadden gesmeed (Numeri 25:16-18). Volgens Numeri 31 was Mozes zijn laatste daad een vernietigende oorlog tegen de Midjanieten. In deze oorlog roeide hij het volk uit, met uitzondering van maagdelijke meisjes, die hij liet verdelen onder de Israëlitische mannen. Dit hoofdstuk wordt ook wel Oorlog tegen de Midjanieten genoemd.
De sterke wisseling in de verhouding tussen de Israëlieten en de Midjanieten wordt binnen de documentaire hypothese verklaard door de verschillende bronnen van deze overleveringen. De beschrijving van de vriendschappelijke betrekkingen worden toegeschreven aan een voorpriesterlijke bron. De verhalen over de misleiding daarentegen worden toegeschreven aan de Priestercodex (P) of nog later, namelijk de Heiligheidscodex (H). Er wordt daarbij gewezen op het historisch perspectief waarbij het zich naar het westen uitbreidende territorium van Arabische stammen (7e - 6e eeuw v.Chr.) en hun privileges in de Perzische periode (5e eeuw v.Chr.) een vriendschappelijke houding jegens hen afdwong, terwijl de van het Perzische rijk onafhankelijke stammengroei vanaf ±400 v.Chr. het beeld van Midjan als 'aartsvijand' bevorderde.
Een verhaaltechnische verklaring zou kunnen zijn dat tussen de vriendschappelijke en vijandige houding de afkondiging van de Wet van Mozes op de berg Sinaï ligt. Voor deze afkondiging kon de relatie met de Midjanieten, mogelijk vanwege hun verwantschap, ongecompliceerd worden beschreven, net zoals de betrekkingen tussen de aartsvaders en de bewoners van Kanaän werden beschreven. Na de afkondiging van de verordeningen die in de toekomst in Kanaän zouden gelden, zouden de Midjanieten, ondanks hun verwantschap aan de aartsvaders, moeten worden beschouwd als 'vreemde volken', die vernietigd moesten worden of door JHWH zouden worden vernietigd, terwijl zij de Israëlieten alleen maar van de aanbidding van JHWH zouden kunnen afbrengen (zie bijvoorbeeld Exodus 34:24 en over Midjan Jozua 13:21).
Een andere verhaaltechnische verklaring is dat de Midjanieten de Israëlieten wel wilden helpen toen ze ver van het Beloofde Land Kanaän waren, maar zich bedrieglijk gingen gedragen toen de Israëlieten tegenover Jericho op de drempel van het Beloofde Land kwamen. De verhalen over de vriendschappelijke verhouding weerspiegelen dan het gezichtspunt binnen de Joodse diaspora.

### Rechters

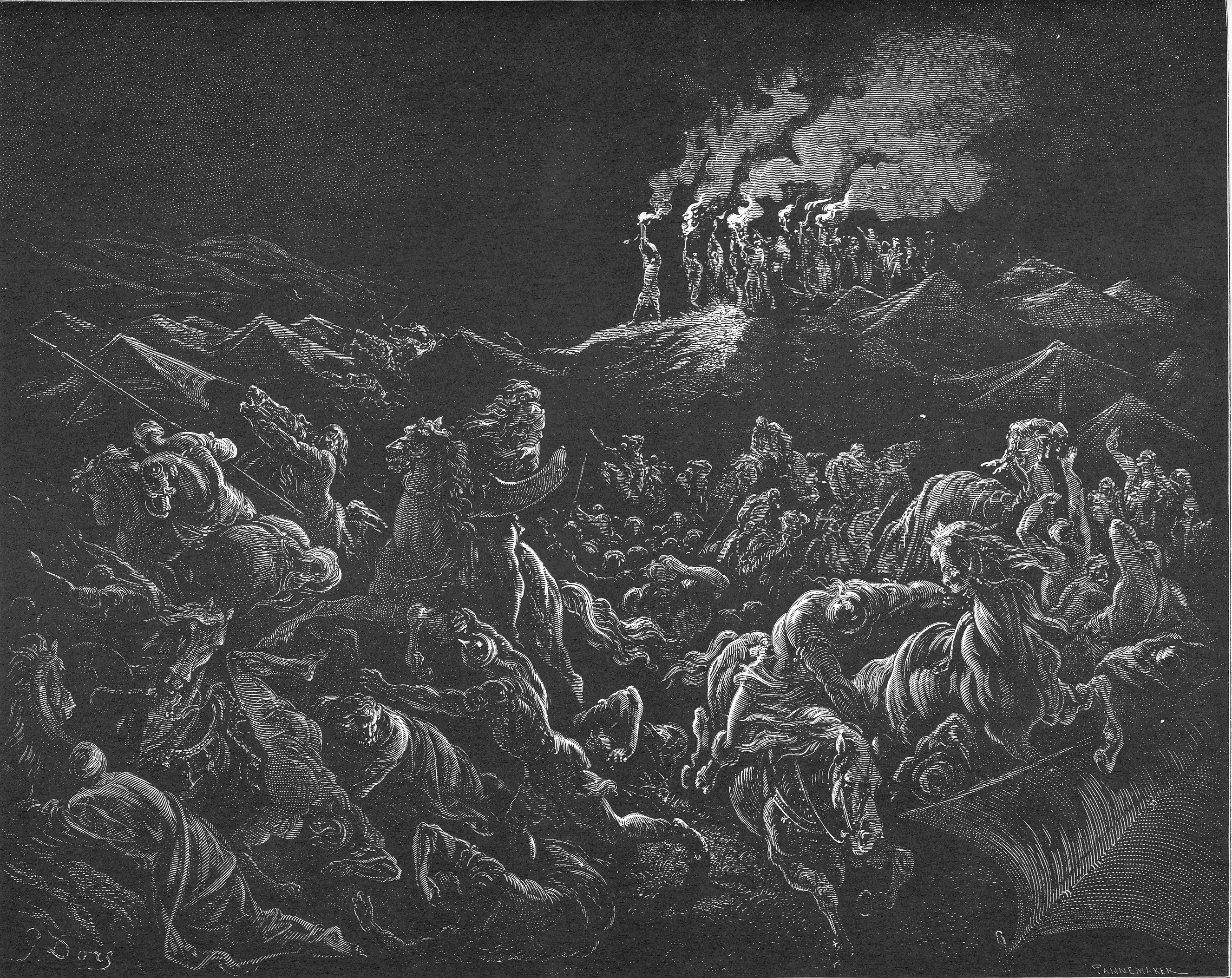
Gideon verslaat de Midjanieten (Gustave Doré)

Volgens de Hebreeuwse Bijbel woonden de Midjanieten in de tijd van Mozes in steden (Numeri 31:9-10), maar in de tijd van de rechters woonden zij in tenten (Rechters 6:5, zie ook Habakuk 3:7) en onderdrukten zij de Israëlieten. De Israëlieten vervielen hierdoor tot bittere armoede en vluchtten naar grotten, bergspleten en andere moeilijk te bereiken plaatsen (Rechters 6:1-2). Enige tijd hierna versloeg rechter Gideon de Midjanieten door hen met een list 's nachts in grote verwarring te laten raken, zodat de Midjanieten elkaar aanvielen. Daarna achtervolgde hij de Midjanieten totdat hij hen volledig had verslagen en hun koningen doodde (Rechters 8:4-21). Ook in dit verhaal werden de Midjanieten afstammelingen van Ismaël genoemd (Rechters 8:24 - Ismaël was de halfbroer van Midjan).

## Grieks-Romeinse vermeldingen
In Grieks-Romeinse werken komt Midjan ook voor als geografische aanduiding, maar vooral als de naam van een stad. Flavius Josephus (1e eeuw) noemt de stad Μαδιανη, Madianē in de omgeving van de Rode Zee. Claudius Ptolemaeus (2e eeuw) maakt in zijn werk Geografische inleiding onderscheid tussen een noordelijk Μοδιανα, Modiana aan de Ailanitische Golf (Golf van Akaba) en een zuidelijk Μαδιαμα, Madiama in Arabia felix, "gelukkig Arabië", het zuidwesten van het Arabische Schiereiland. Volgens Eusebius (3e-4e eeuw) is Μαδιαμ, Madiam een stad "zuidelijk van Arabië in de woestijn van de Saracenen, oostelijk van de Rode Zee".

## Historiciteit
Uit de periode tot aan het hellenisme zijn geen buitenbijbelse vermeldingen van Midjan bekend. Een Zuid-Arabische inscriptie uit de laat-Perzische periode (4e eeuw v.Chr.) bevat een toponiem mḏy; het is omstreden of deze Midjan of Medië betekent. Voor onderzoek naar de historiciteit van Midjan zijn we dus geheel afhankelijk van teksten in de Hebreeuwse Bijbel en mogelijk archeologische aanwijzingen.

### Evaluatie van de verhalen in de Hebreeuwse Bijbel
Volgens de Bijbelse chronologie spelen de verhalen over Midjan zich af rond de 13e / 12e eeuw v.Chr. Aangezien de teksten van Genesis 25:1-6, 1 Kronieken 1 en Numeri 31 als late oudtestamentische teksten worden ingeschat, zijn deze onbruikbaar om als bron te kunnen worden gebruikt als het gaat om de organisatie, economische en leefgebruiken van Midjan.
In het verhaal over Jozef worden de Midjanieten als karavaanhandelaren voorgesteld, die lange routes aflegden. In de verhalen over Mozes in Midjan is het beeld dat van nomaden van het berg- of cultuurlandschap en is de actieradius veel kleiner. In Numeri blijven de Midjanieten amorf. Knauf suggereert dat Midjan mogelijk "een literair sjabloon [is], aan de hand waarvan alle mogelijke ontmoetingen van de Israëlieten met andere volken doorgewerkt werden".
In de verhalen over Gideon worden de Midjanieten als soldaatachtige (proto-)Bedoeïenen voorgesteld, die kennelijk uit de woestijn oprukten en op kamelen lange afstanden aflegden. De buit die Gideon veroverde, zoals de "gouden maantjes" en "halssieraden voor hun dromedarissen" (Rechters 8:26), wijst eerder op een nieuw-Assyrische of zelfs Nabatese cultuur, zeker niet op een vroeg-Arabische Bedoeïenen cultuur. De consensus is dat de kameel pas in het vroege 1e millennium v.Chr. werd gedomesticeerd en bereden. Op basis van die consensus zijn de verhalen over Gideon niet bruikbaar voor historische gegevens over de Midjanieten. Er zijn echter aanwijzingen dat de dromedaris reeds in het 2e millennium v. Chr. gedomesticeerd werd en mogelijk nog eerder.

### Archeologie
Omdat de Hebreeuwse Bijbel geen betrouwbare bron blijkt als het gaat om de beschrijving van de Midjanieten in de beschreven periode, grijpen sommigen graag terug op archeologische vondsten uit die periode (13e - 12e eeuw v.Chr.) in noordwest-Arabië. Dit is om twee redenen problematisch: allereerst is het toeschrijven van vondsten aan specifieke etnische groepen op zichzelf al ingewikkeld; daarnaast wordt hierbij vaak gewerkt vanuit de aanname dat documenten uit de Grieks-Romeinse periode betrouwbare herinneringen bevatten aan een historisch Midjan in de late bronstijd in het noordwesten van Arabië. Zo werd opgegraven materiaal met kenmerkende, geometrische en diermotieven beschilderd keramiek in oudere publicaties "Midjanitisch aardewerk" genoemd. Sinds het einde van de 20e eeuw wordt gesproken over "Qurayyah Painted Ware" ("Beschilderde waar uit Qurayyah"), naar de belangrijke vindplaats al-Qurayyah, ca. 70 kilometer noordelijk van de provinciehoofdstad Tabuk.
Deze keramieken zijn gemaakt met methoden die ook worden aangetroffen in de Oud Egyptische en Myceense beschaving in de bronstijd. Ze wijzen op een hoogstaande cultuur en deelname aan de 'wereldomspannende' handelsbetrekkingen in de late bronstijd. De manier waarop het landschap werd gecultiveerd in terrasvelden en de bewateringssystemen wijzen op een verregaand permanent gevestigde leefstijl.
De archeologische vondsten in noordwest-Arabië en aangrenzende regio's uit de late bronstijd wijzen dus op een levens- en welvaartsstandaard van de daar levende groepen die niet zonder meer in verband kunnen worden gebracht met de beelden uit de Hebreeuwse Bijbel over Midjan en de Midjanieten. De consensus is daarom dat grote terughoudendheid moet worden toegepast om archeologische vondsten toe te schrijven aan een vermeend "Groot Midjan" uit het einde van het 2e millennium v.Chr. De historiciteit van Midjan is twijfelachtig.